# 盾蝽科
盾蝽科（学名：Scutelleridae），又稱盾椿象科、盾背蝽科、盾背椿象科、盾背𧔠科， 是半翅目蝽總科下的一個科。本科昆蟲背側上的小盾板特化，蓋住整個腹部以及前後翅，型態類似甲蟲，因而得名盾蝽。
有些盾蝽科的昆蟲具有育幼行為。例如黃盾背椿象雌蟲在產卵後會持續待在卵粒上進行照護及清理，避免卵被寄生蜂寄生、受螞蟻攻擊或被真菌感染等。待卵孵化後雌椿象還會持續照顧若蟲一段時間。